# أستراليا (قارة)
أستراليا، هي قارة تقع في جنوب المحيط الهادي في المنطقة الجغرافية لأوقيانوسيا وتشمل القارة البر الرئيسى أستراليا، تسمانيا، وجزيرة غينيا الجديدة يفصل بين أستراليا وغينيا الجديدة بحر آرفورا ومضيق توريس بينما يفصل بين تسمانيا وأستراليا مضيق باس، وتعتبر هي أصغر القارات السبع التقليدية.

## المصطلحات

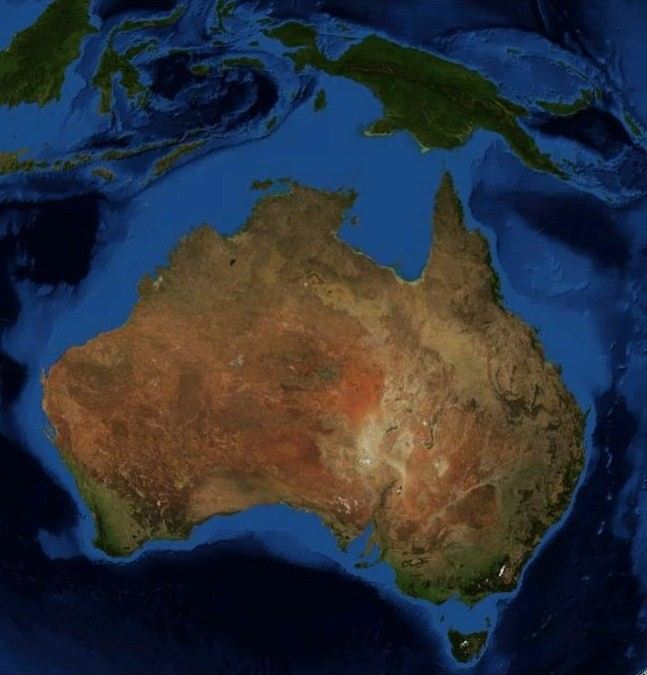
يُظهرالجرف القاري لأستراليا (أزرق فاتح) الممتد إلى جزر غينيا الجديدة في الشمال، وجزيرة تيمور في الشمال الغربي، وتسمانيا في الجنوب

تُعرف قارة أستراليا أحيانًا بأسماء ساهول أو ميجانيزيا لتمييزها عن أستراليا، وتتكون من كتل اليابسة الموجودة على اللوحة القارية لأستراليا. وهذا يشمل البر الرئيسى لأستراليا، تسمانيا، وجزيرة غينيا الجديدة، التي تضم بابوا غينيا الجديدة وغينيا الجديدة الأندونيسية. واسم «ساهول» مأخوذ من اسم جرف ساهول، وهو جزء من الجرف القاري للقارة الأسترالية.
استبدل مصطلح أوقيانوسيا، بمفهوم أستراليا كقارة في الخمسينيات. اليوم، غالبًا ما يستخدم مصطلح أوقيانوسيا للإشارة إلى المنطقة التي تشمل القارة الأسترالية وزيلانديا والعديد من الجزر في المحيط الهادئ التي لم يتم تضمينها في القارات السبع.
لقد تغيرت المصطلحات الأثرية لهذه المنطقة بشكل متكرر. ففي الفترة قبل السبعينيات، كانت تسمى المنطقة أسترالاسيا، مشتقة من الكلمة اللاتينية australis، والتي تعني «الجنوبية»، وعلى الرغم من أن هذه الكلمة تستخدم غالبًا لمنطقة أوسع تشمل أراضي مثل نيوزيلندا. وفي أوائل السبعينيات، تم تقديم مصطلح أستراليا الكبرى. ثم في مؤتمر عام 1975، امتد اسم ساهول من استخدامه السابق لجرف سهل فقط ليغطي جميع القارة.
وفي عام 1984 اقترح دبليو فيلوود اسم ميجانيزيا، الذي يعني «الجزيرة العظيمة» أو «مجموعة الجزر العظيمة»، وقد تم قبول هذا الاسم على نطاق واسع من قبل علماء الأحياء. واستخدم آخرون ميجانيزيا بمعانٍ مختلفة حيث ضمّن بول ثيروكس نيوزيلندا في تعريفه، وضم آخرون نيوزيلندا وهاواي. وفي عام 2004 صاغ ريتشارد دوكينز اسم أسترالينيا. كما تم استخدام أستراليا - غينيا الجديدة.

## الجغرافيا والجيولوجيا

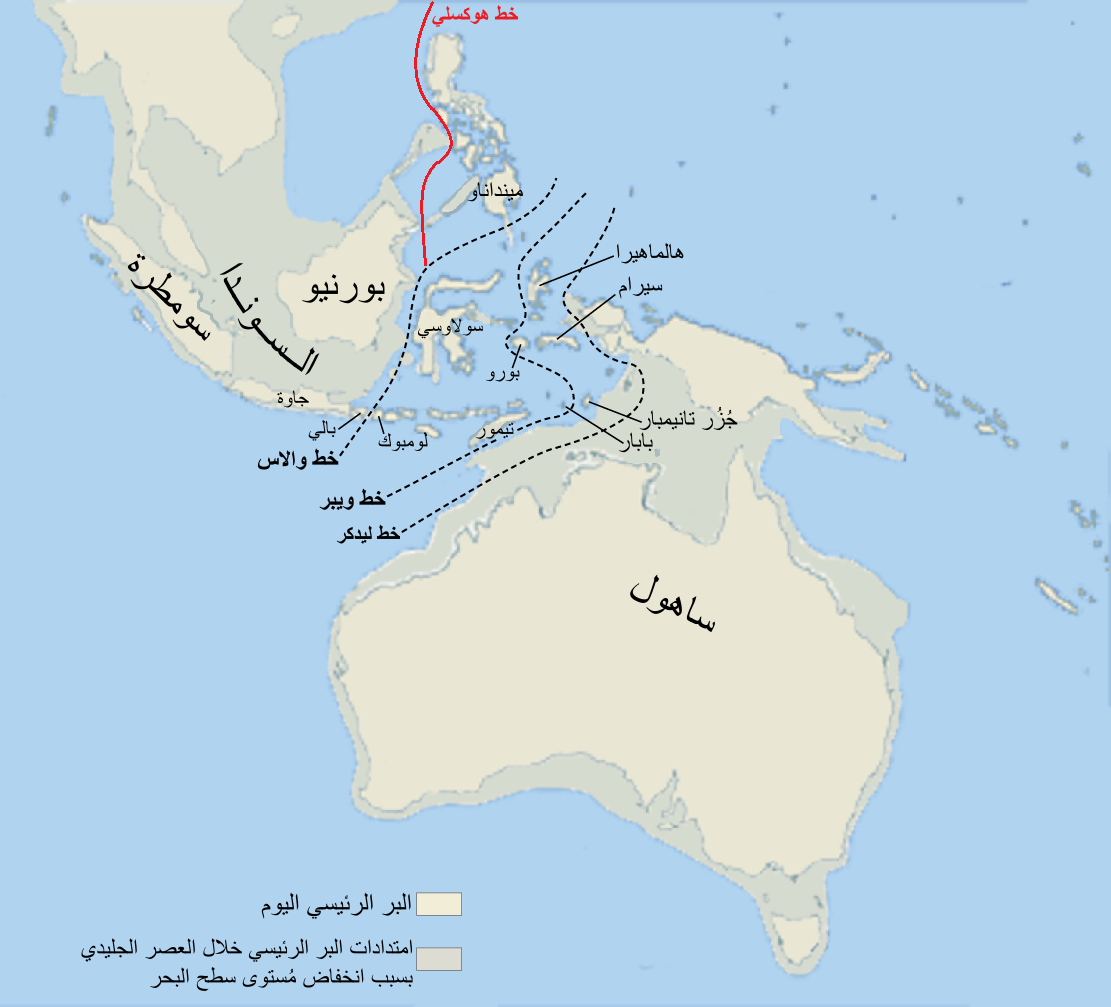
الجرف القاري لأستراليا

تقع أستراليا في المنطقة الجغرافية لأوقيانوسيا، وهي أصغر قارة في مساحة اليابسة. وتشمل القارة الجرف القاري التي تعلوها البحار الضحلة، حيث يفصل بحر أرافورا ومضيق توريس بين البر الرئيسى أستراليا وغينيا الجديدة، ومضيق باس بين البر الرئيسى وتسمانيا. وعندما كانت مستويات سطح البحر منخفضة خلال العصر الجليدي البليستوسيني، حوالي 18000 قبل الميلاد، كانت الأرض متصلة. وخلال الـ 18000 إلى 10000 سنة مضت، فاض ارتفاع مستوى سطح البحر في الأراضي المنخفضة وفصل القارة إلى اليابسة الحالية وغينيا الجديدة وتسمانيا.
وبمساحة إجمالية قدرها 8.56 مليون كيلومتر مربع (3,310,000 ميل مربع)، تعد القارة الأسترالية أصغر قارة وثاني أقل قارة مأهولة بالسكان (بعد القارة القطبية الجنوبية) على الأرض. ويغطى الجرف القاري الذي يربط بين الجزر، نحو 2.5 مليون كيلومتر مربع (970,000 ميل مربع)، بما في ذلك سهول الجرف.
تقع القارة بشكل أساسي على اللوحة الهندية الأسترالية. ونظرًا لموقعها المركزي على صفيحتها التكتونية، فإن أستراليا لا تحتوي على أي مناطق بركانية نشطة، وهي القارة الوحيدة التي تتمتع بهذا التمييز. انضمت القارة إلى القارة القطبية الجنوبية كجزء من جندوانا حتى بدأت الصفيحة في الانجراف شمالًا منذ حوالي 96 مليون سنة. وفي معظم الوقت منذ ذلك الحين، ظلت أستراليا وغينيا الجديدة عبارة عن كتلة يابسة. وعندما انتهت آخر فترة جليدية في حوالي 10000 قبل الميلاد، شكل ارتفاع مستويات سطح البحر مضيق باس، الذي فصل تسمانيا عن البر الرئيسي. ثم بين حوالي 8000 و 6500 قبل الميلاد، غمر البحر الأراضي المنخفضة في الشمال، وفصل غينيا الجديدة، جزر آرو عن البر الرئيسي الأسترالي. وتعد القارة الأسترالية، باعتبارها جزءًا من الصفيحة الهندية الأسترالية، أدنى كتلة وأكثرها تسطحًا وأقدمها على سطح الأرض، ولها تاريخ جيولوجي مستقر نسبيًا..

## التاريخ
كانت القارة الأسترالية من نقاط الهجرات البشرية المبكرة. تشير الأبحاث الحديثة إلى هجرة باستخدام أطواف من الخيزران، والتي هبطت على القارة.

### الشعوب الأصلية

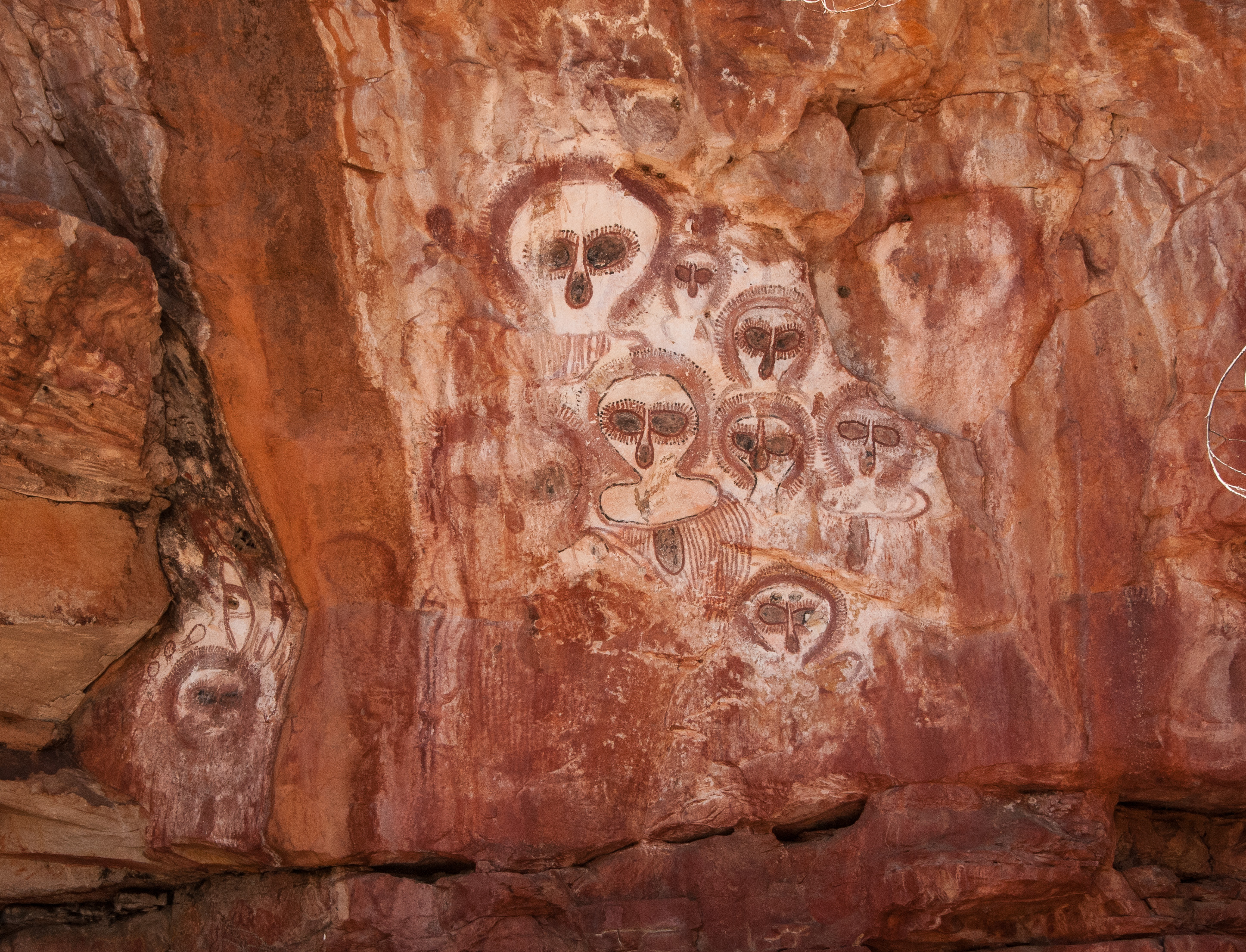
نقوش لسكان الأصليين تسمى وندجينا

لقد هاجر السكان الأصليون لأستراليا من آسيا منذ حوالي 70000 عام. ووصلوا إلى أستراليا منذ ما لا يقل عن 50000 عام. وتشير الأبحاث الحديثة إلى وصول مبكر، ربما قبل 65000 عام.
وهناك أدلة على التبادل الجيني واللغوي بين الأستراليين في أقصى الشمال والشعوب الأسترونيزية في غينيا الجديدة والجزر الحديثة، ولكن قد يكون هذا نتيجة للتجارة والتزاوج مؤخرًا. وتم العثور على أقدم بقايا بشرية معروفة في بحيرة مونجو، جنوب غرب ولاية نيو ساوث ويلز. والبقايا الموجودة في مونجو تشير إلى واحدة من أقدم عمليات حرق الجثث المعروفة في العالم، مما يشير إلى أدلة مبكرة على الطقوس الدينية بين البشر.
وتشير التقديرات إلى أنه ما بين 42000 و 48000 عام كان قد سكن البابوا غينيا الجديدة. وتم توثيق التجارة بين غينيا الجديدة والجزر الإندونيسية المجاورة في وقت مبكر من القرن السابع، حيث تشاركة إمبراطورية سريفيجايا العلاقات التجارية مع غرب غينيا الجديدة. وإمبراطورية ماجاباهيت الأطراف الغربية لغينيا الجديدة. وتشير الأبحاث الأثرية الحديثة إلى أنه قبل 50000 عام ربما سكان الناس مرتفعات ارتفاعات غينيا الجديدة، بدلاً من أن يقتصروا على المناطق الساحلية الأكثر دفئًا.

### تاريخ ما قبل الاستعمار

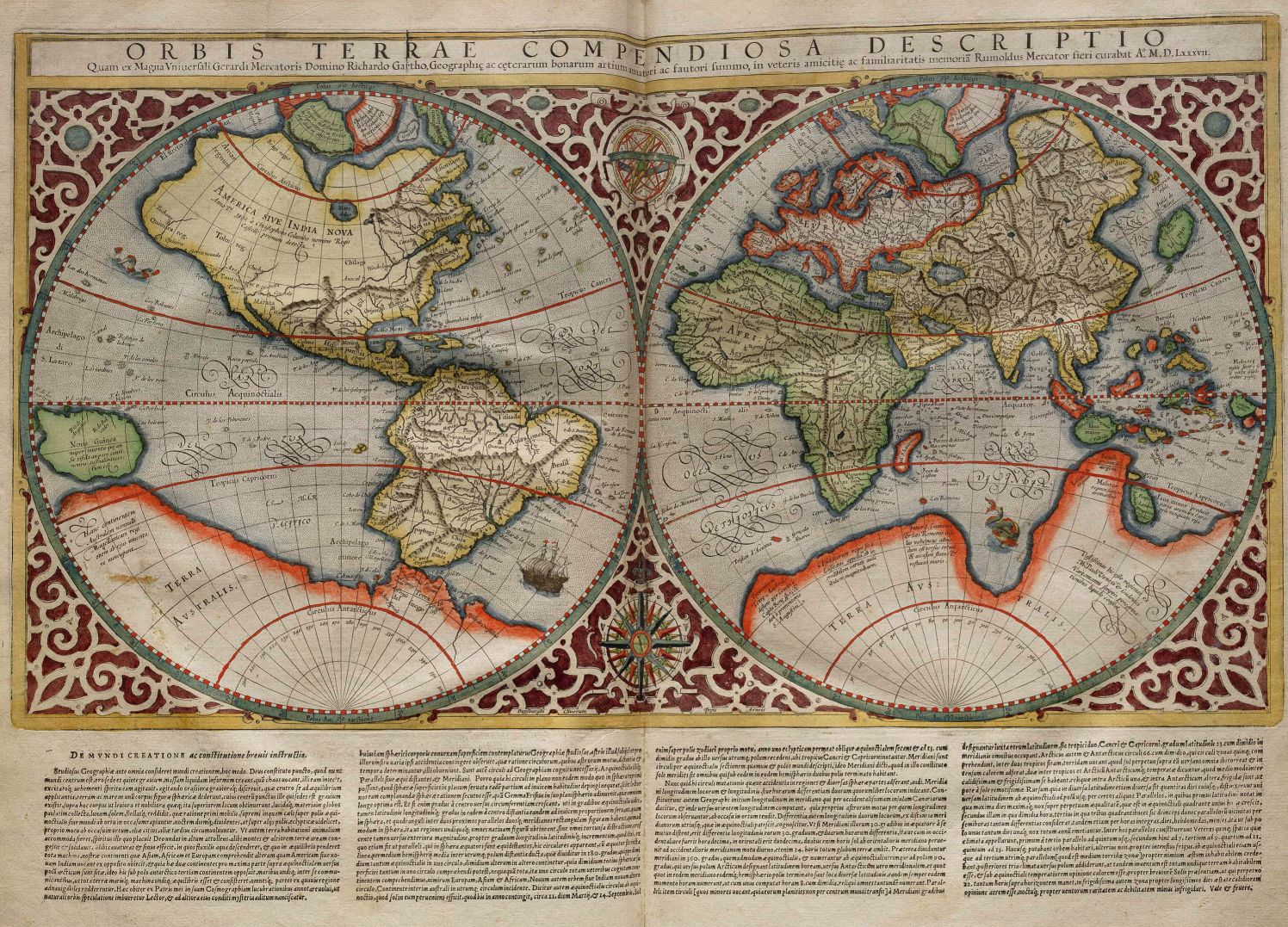
تيرا أستراليس، كما تظهر على الخريطة من 1587

تكهن الفيلسوف اليوناني القديم أرسطو بوجود كتلة يابسة كبيرة في نصف الكرة الجنوبي، قائلاً، «الآن بما أنه يجب أن تكون هناك منطقة لها نفس العلاقة بالقطب الجنوبي مثل المكان الذي تعيش فيه الدببة بقطبنا...». ثم وسِعت أفكاره فيما بعد من قبل بطليموس، الذي اعتقد أن أراضي نصف الكرة الشمالي يجب أن تكون متوازنة بأرض في الجنوب. وتم توثيق نظرية موازنة الأرض في وقت مبكر من القرن الخامس على الخرائط بواسطة ماكروبيوس.
ثم ظهرت تيرا أستراليس، وهي قارة افتراضية ظهرت لأول مرة على الخرائط بين القرنين الخامس عشر والثامن عشر. ودافع العديد من العلماء مثل جيراردوس مركاتو  وألكسندر دالريمبل عن وجودها، مع حجة أنه ينبغي أن يكون هناك كبير اليابسة في الجنوب بمثابة ثقل موازن إلى اليابسة المعروفة في نصف الكرة الشمالي.

### الاستكشاف الأوروبي
في عام 1606، قام الملاح الهولندي ويليم جانزون بأول مشهد أوروبي موثق وهبط في شبه جزيرة كيب يورك. ثم أبحر المستكشف الهولندي أبيل جانزون تاسمان حول أجزاء من الساحل القاري الأسترالي وهبطت فيه واكتشف تسمانيا ونيوزيلندا عام 1642 وجزر فيجي. وكان أول مستكشف أوروبي معروف يصل إلى هذه الجزر. وقاد الملاح بيدرو فريناديز دى كويروس الأسطول الإسباني إلى المنطقة، واكتشف جزر بيتكيرن وفانواتو، ثم تبعه لويس فاز دي توريس الذي أبحر عبر مضيق توريس، وتمت تسمية المضيق على اسمه، حيث كان أول أوروبي يستكشف المضيق.
وفي 23 أبريل 1770، قام المستكشف البريطاني جيمس كوك بأول ملاحظة مباشرة مسجلة للأستراليين الأصليين في برش آيلاند بالقرب من باولي بوينت. وفي 29 أبريل، وصل كوك وطاقمه إلى اليابسة لأول مرة في البر الرئيسي للقارة في مكان يُعرف الآن باسم شبه جزيرة كورنيل. هنا أجرى جيمس كوك أول اتصال مع قبيلة من السكان الأصليين. فأصبحت رحلته بذالك أو رحلة للأروبيين للساحل الشرقي لأستراليا. ثم قاد الكابتن آرثر فيليب الأسطول الملكي البريطاني إلى سيدني في 26 يناير 1788. وكان هذا هو موقع المستعمرة الجديدة. ووصف فيليب سيدني بأنها «بلا استثناء أرقى ميناء في العالم».

### التاريخ الحديث

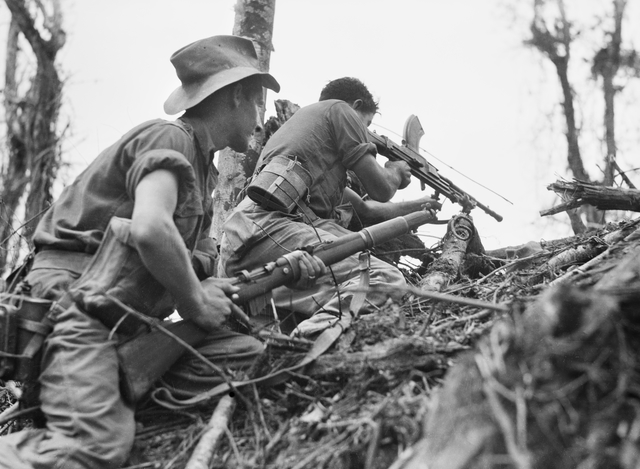
جنود أستراليون في غينيا الجديدة

ظهر كومنولث أستراليا إلى الوجود عندما أعلن الحاكم العام، اللورد جون هوب، الدستور الفيدرالي، في 1 يناير 190. ومنذ ذلك الحين دخل نظام الفيدرالية في أستراليا حيز التنفيذ. وقد كانت غينيا الجديدة قد ضمت إلى السلطة البريطانية في عام 1888 ومع مرور قانون بابوا لعام 1905، أصبحت غينيا الجديدة البريطانية إقليم بابوا الأسترالي، وبدأت الإدارة الأسترالية الرسمية في عام 1906.
وقد كان قصف داروين في 19 فبراير 1942 أكبر هجوم منفرد شنته قوة أجنبية على أستراليا. حيث خطط اليابانيون لغزو بحري لمدينة بورت مورسبي في إقليم غينيا الجديدة الأسترالي. وبين يوليو ونوفمبر 1942، صدت القوات الأسترالية المحاولات اليابانية لغزو المدينة. وقد كانت معركة بونا-غونا، التي وقعت بين نوفمبر 1942 ويناير 1943، نغمة المراحل الأخيرة لحملة غينيا الجديدة، والتي استمرت حتى عام 1945. كانت الهجمات في غينيا الجديدة في عامي 1943 و 1944 أكبر سلسلة من العمليات المتصلة التي شنتها القوات المسلحة الأسترالية.
وأسفرت انتخابات عام 1972 عن تشكيل وزارة برئاسة رئيس الوزراء مايكل سوماري، الذي تعهد بقيادة بابوا غينيا الجديدة إلى الحكم الذاتي ثم إلى الاستقلال. أصبحت بابوا غينيا الجديدة تتمتع بالحكم الذاتي في 1 ديسمبر 1973 وحصلت على الاستقلال في 16 سبتمبر 1975. ثم انضمت البلاد إلى الأمم المتحدة في 10 أكتوبر 1975. وبعد بدء الإصلاحات في عام 1998 في جميع أنحاء إندونيسيا، حصلت بابوا والمقاطعات الإندونيسية الأخرى على قدر أكبر من الحكم الذاتي الإقليمي. وفي عام 2001، مُنح وضع «الحكم الذاتي الخاص» لمقاطعة بابوا، على الرغم من أن التنفيذ كان حتى الآن جزئيًا وينتقد كثيرًا. وكانت المنطقة تدار تحت سلطة إقليمية واحدة حتى عام 2003، عندما تم تقسيم الجزء الأندونيسي إلى إقليمي بابوا وبابوا الغربية.

## المناخ
في غينيا الجديدة، يكون المناخ موسميًا في الغالب (من ديسمبر إلى مارس)، وتكون درجة الحرارة حوالي 27 °م (81 °ف) على مدار السنة. لكن في المناطق المرتفعة، تبلغ حوالي 21 °م (70 °ف)، مع هطول أمطار غزيرة ورطوبة عالية. وتعد مرتفعات غينيا الجديدة واحدة من المناطق القليلة القريبة من خط الاستواء التي تشهد تساقط الثلوج، وتعاني بعض المناطق في الجزيرة من كمية غير عادية من الأمطار، حيث يبلغ متوسط هطول الأمطار حوالي 4500 ملم (180 بوصة) سنويًا.
مناخ اليابسة الأسترالية في معظمه صحراوي أو شبه قاحل، مع الزوايا الساحلية الجنوبية التي لها مناخ معتدل، والمناخ شبه الاستوائي في الساحل الشرقي ومناخ البحر الأبيض المتوسط في الغرب. وتتمتع الأجزاء الشمالية من البلاد بمناخ استوائي. وتتراوح درجة الحرارة في أستراليا من أكثر من 50 درجة مئوية (122 درجة فهرنهايت) إلى أقل بكثير من 0 درجة مئوية (32 درجة فهرنهايت). ومع ذلك، فإن درجة الحرارة معتدلة. وأستراليا هي إحدى القارات الأكثر تضررًا وتعاني من موجات جفاف واسعة النطاق إلى جانب فترات رطوبة طويلة.

## الديموغرافيا

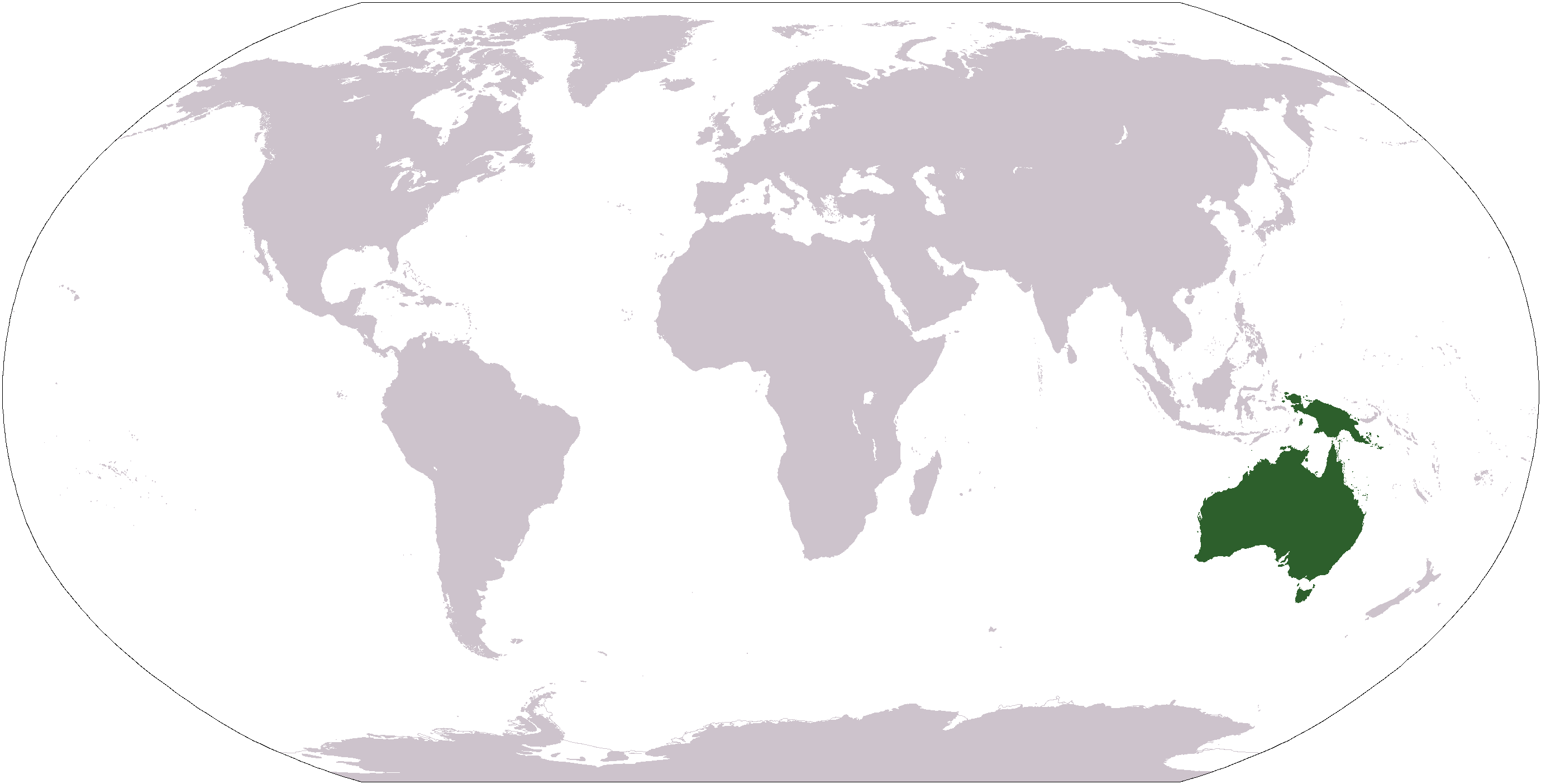
خريطة العالم تصور قارة أستراليا

### الدين
المسيحية هي الديانة السائدة في القارة، على الرغم من أن نسبًا كبيرة من الأستراليين لا ينتمون إلى أي دين. والديانات الأخرى في المنطقة تشمل الإسلام، البوذية والهندوسية. وتنتشر في غينيا الجديدة الأديان الدقليدية، بينما ينتشر الإسلام في غينيا الجديدة الإندونيسية. ويجمع العديد من سكان بابوا بين إيمانهم المسيحي ومعتقدات وممارسات السكان الأصليين التقليدية.

### اللغات
اللغة السائدة في أستراليا هي اللغة الإنجليزية، وتوك بيسين في بابوا غينيا الجديدة، والإندونيسية في غينيا الجديدة الإندونيسية. وجلبت الهجرة إلى أستراليا العديد من اللغات مثل الإيطالية، اليونانية، العربية، الفلبينية، الماندرين، الفيتنامية والأسبانية وغيرها. أدى الاتصال بين الأسترونيزيين والبابويين إلى إلى لغات مختلطة مثل ميسين. توك بيسين هي لغة كريول إنجليزية يتم التحدث بها في بابوا غينيا الجديدة. ولدى بابوا غينيا الجديدة عدد لغات أكثر من أي دولة أخرى، مع أكثر من 820 لغة أصلية، تمثل 12٪ من الإجمالي العالمي، ولكن معظمها يقل متحدثيها عن 1,000 متحدث.

### الهجرة
منذ عام 1945، استقر أكثر من 7 ملايين شخص في أستراليا. ومنذ أواخر السبعينيات، كانت هناك زيادة كبيرة في الهجرة من الدول الآسيوية وغيرها من البلدان غير الأوروبية، مما جعل أستراليا دولة متعددة الثقافات. وسيدني هي المدينة الأكثر تعددًا للثقافات في أوقيانوسيا، حيث يوجد بها أكثر من 250 لغة مختلفة ويتحدث حوالي 40 بالمائة من السكان لغة أخرى غير الإنجليزية في المنزل. وعلاوة على ذلك، 36 في المئة من سكان سيدني أفادوا بأنهم قد ولدوا في الخارج. وتعد ملبورن أيضًا متعددة الثقافات إلى حد ما، وتضم أكبرعدد من السكان الناطقين باليونانية خارج أوروبا، وثاني أكبر عدد من السكان الآسيويين في أستراليا بعد سيدني.

## الاقتصاد

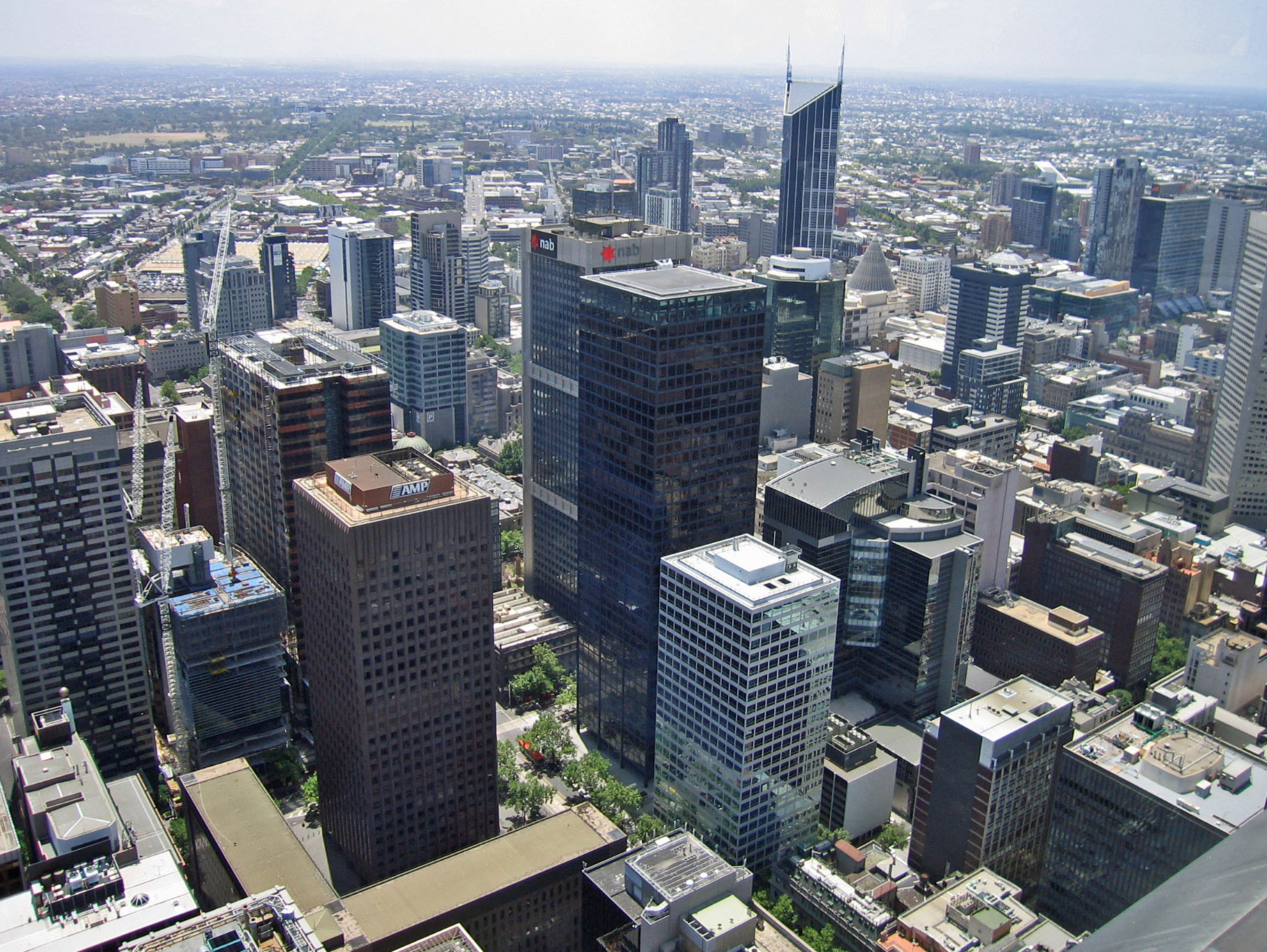
تعد ملبورن واحدة من كبرى مناطق الفن في العالم، في المرتبة في العالم، وعينت "مدينة الأدب" حسب اليونسكو في شبكة المدن الإبداعية لها.

يعد اقتصاد أستراليا الاقتصاد الأكبر والأكثر سيطرة في المنطقة وواحد من أكبر الاقتصادات في العالم. ويعد نصيب الفرد من الناتج المحلى الإجمالي لاستراليا أعلى من ذلك من المملكة المتحدة، كندا، ألمانيا،

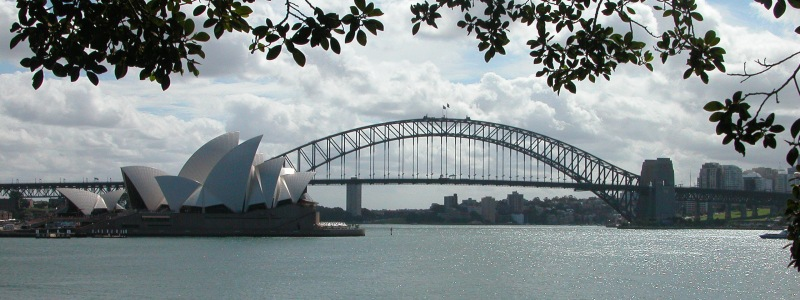
تشكل صورة جسر ميناء سيدني ودار الأوبرا الصورة الأيقونية لسيدني، والقارة نفسها.

من حيث تعادل القوة الشرائية. وتعد بورصة الأوراق المالية الأسترالية في سيدني أكبر بورصة في أستراليا وفي جنوب المحيط الهادئ. وفي عام 2012، كانت أستراليا في المرتبة الثانية عشرة من حيث أكبر اقتصاد وطني من حيث الناتج المحلي الإجمالي الاسمي والمرتبة التاسعة عشر وفقًا لإجمالي الناتج المحلي المعدل حسب تعادل القوة الشرائية. وتعد السياحة في أستراليا هي عنصر مهم في الاقتصاد الأسترالي. ففي السنة المالية 2014/15، مثلت السياحة 3.0٪ من اقتصاد أستراليا. وفي عام 2015، كان هناك 7.4 مليون زائر وافد.
ويصنف مسح ميرسر لجودة المعيشة سيدني في المرتبة العاشرة على مستوى العالم من حيث جودة المعيشة، مما يجعلها واحدة من أكثر المدن ملاءمة للعيش. وتم تصنيفها على أنها مدينة ألفا + عالمية من قبل شبكة بحث المدن العالمية والعولمة. احتلت ملبورن أيضًا مرتبة عالية في قائمة المدن الأكثر ملاءمة للعيش في العالم، وهي مركز مالي رائد في منطقة آسيا والمحيط الهادئ.
وبابوا غينيا الجديدة غنية بالموارد الطبيعية، والتي تمثل ثلثي عائدات صادراتها. وعلى الرغم من أن بابوا غينيا الجديدة مليئة بالموارد، فقد أدى الافتقار إلى تنمية البلاد إلى قيام الدول الأجنبية بالاستيلاء على مواقع قليلة واستمرار الطلب الأجنبي على موارد بابوا غينيا الجديدة، ونتيجة لذلك، أنشأت الولايات المتحدة شركة نفط وبدأت في التصدير في عام 2004 وكان هذا هو الأكبر. مشروع في تاريخ بابوا غينيا الجديدة. تصنف بابوا غينيا الجديدة على أنها اقتصاد نام من قبل صندوق النقد الدولي. أدى النمو القوي في قطاع التعدين والموارد في بابوا غينيا الجديدة إلى أن تصبح البلاد سادس أسرع اقتصاد نموًا في العالم في عام 2011.

## رياضة

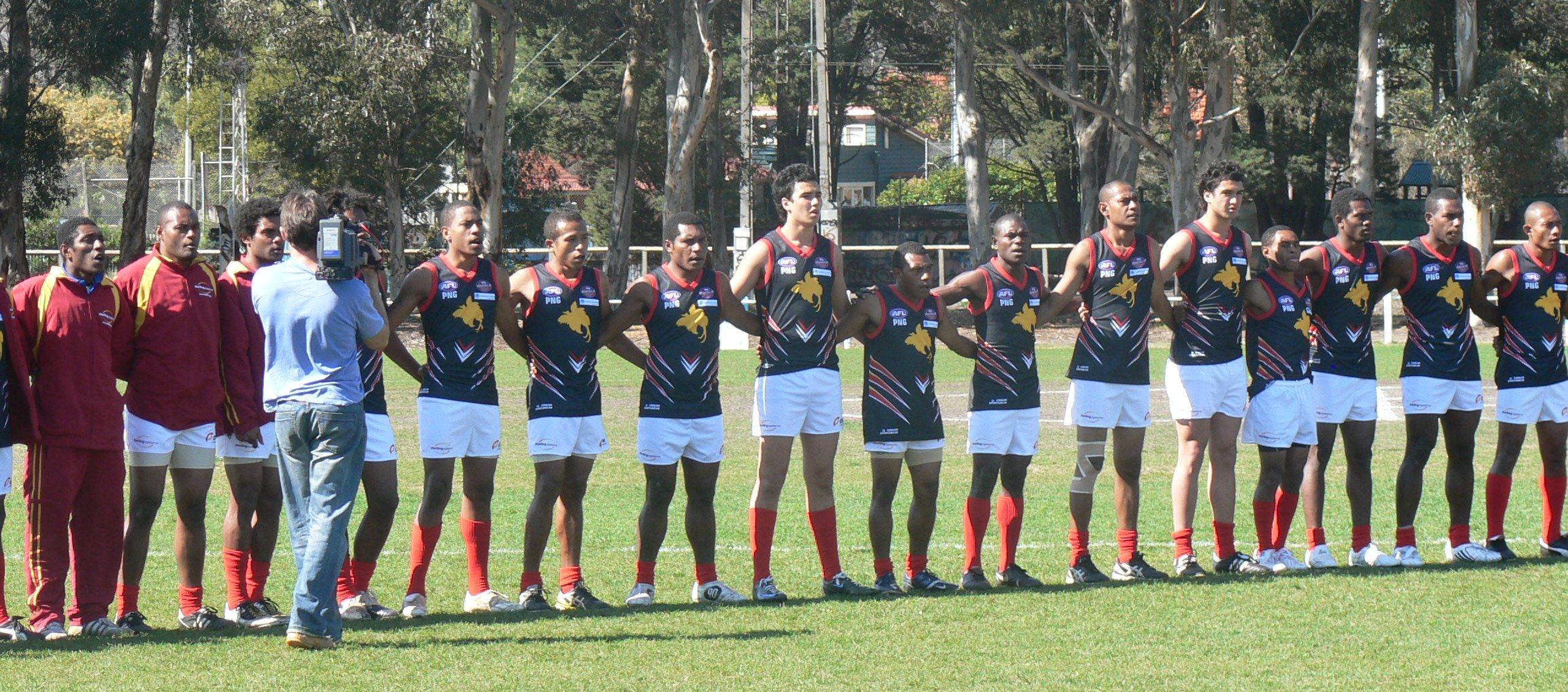
منتخب بابوا غينيا الجديدة لكرة القدم الاسترالية في كأس العالم 2008 في ملبورن

تشمل الرياضات شعبية في بابوا غينيا الجديدة عدد كبيرة من كرة القدم، الكريكيت، الكرة الطائرة، الكرة اللينة، وكرة الشبكة، وكرة السلة. غيرها من الألعاب الرياضية الأولمبية تكتسب شعبية أيضا، مثل الملاكمة ورفع الاثقال. ودوري الرجبي هو الرياضة الأكثر شعبية في بابوا غينيا الجديدة، والتي تحمل أيضًا لقب الرياضة الوطنية بشكل غير رسمي. والرياضة الأكثر شعبية في أستراليا هي لعبة الكريكيت، والرياضة الأكثر شعبية بين النساء الأستراليات هي كرة الشبكة، بينما كرة القدم الأسترالية هي الرياضة الأكثر شعبية من حيث عدد المشاهدين وتقييمات التلفزيون.
استضافت أستراليا اثنين من الألعاب الأولمبية الصيفية، 1956 و2000. واستضافت أستراليا أيضًا خمس نسخ من ألعاب الكومنولث (1938، 1962، 1982، 2006، و2018). في عام 2006، انضمت أستراليا إلى الاتحاد الآسيوي لكرة القدم وتأهلت إلى نهائيات كأس العالم 2010 و 2014 كمتقدم آسيوي.